# Psalm 25

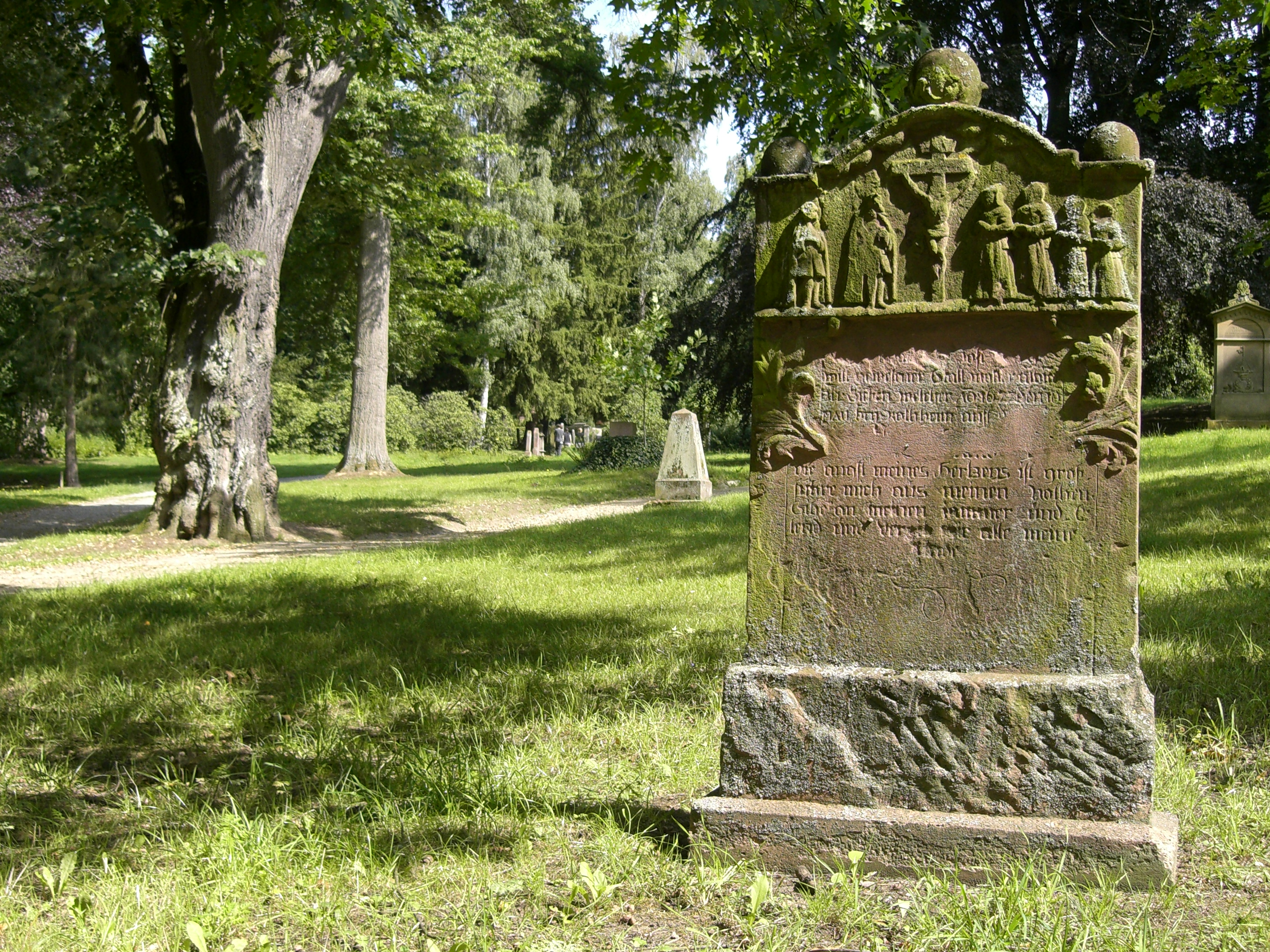
Grabstein mit den Versen 17 und 18 von Psalm 25 auf dem Alten Friedhof in Gießen

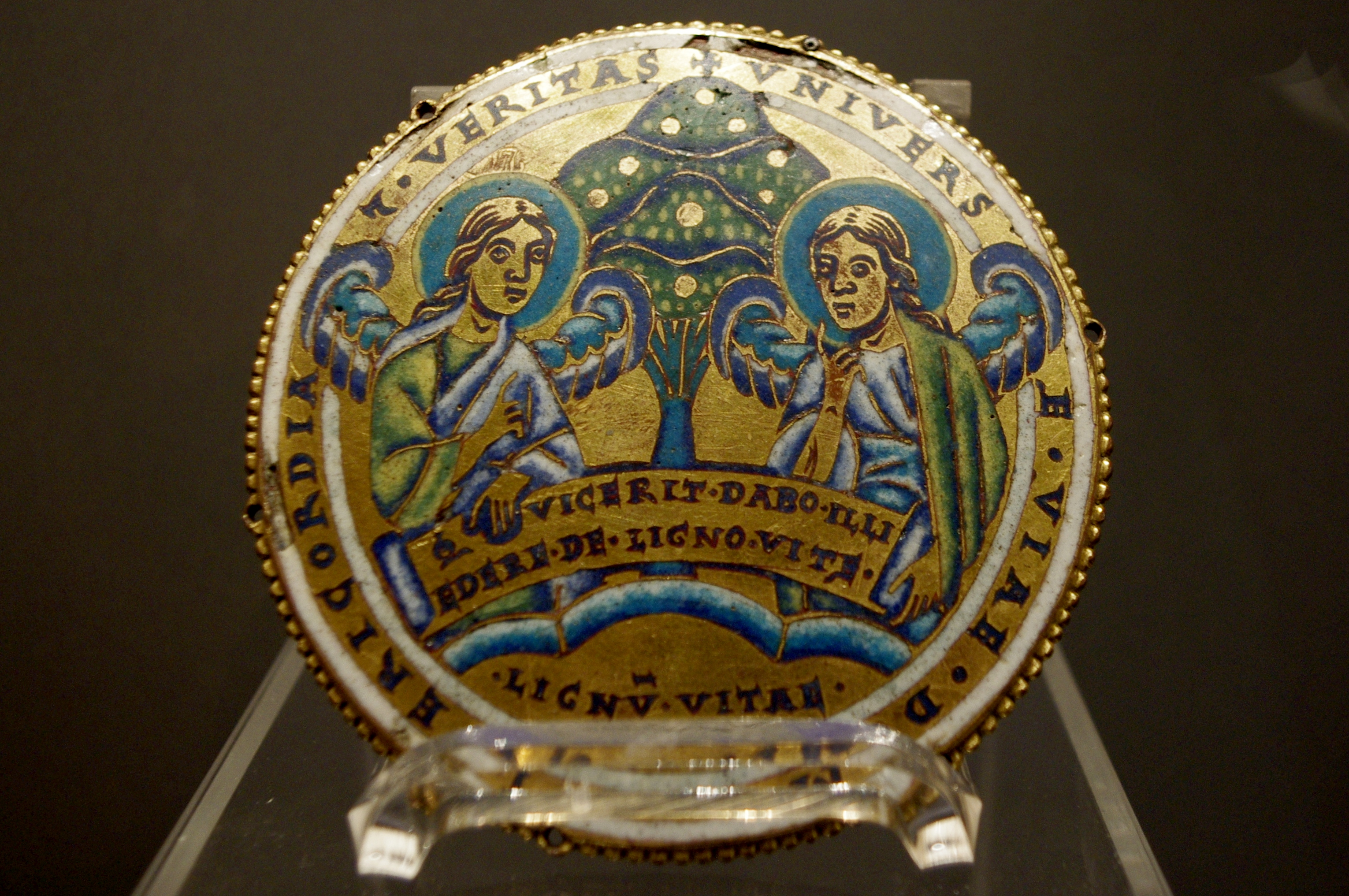
Psalm 25 Vers 10 auf einem Medaillon (Psalm 24 in der Zählung der Vulgata)

Der 25. Psalm ist Teil des Buches der Psalmen. In ihm bittet ein Armer JHWH um Rettung, Vergebung und Wegweisung. Der Psalmenbeter ist ein gelehrter und ein lehrender Bittender, der seinem Gebet die Form eines akrostichischen Psalmes verleiht. Wegen der weisheitlichen Motive sowie der in dem Gebet zum Ausdruck kommenden Armenfrömmigkeit ist Psalm 25 als nachexilisch, also nach 500 v. Chr. entstanden, einzustufen.

## Übersetzung
| Buchstabe | Vers | (Übersetzung Lutherbibel 1984) |
| (ל Lamed) | 1a   | „Von David.“ |
| א Aleph   | 1b   | Nach dir, HERR, verlanget mich. |
| ב Beth    | 2    | Mein Gott, ich hoffe auf dich; lass mich nicht zuschanden werden, dass meine Feinde nicht frohlocken über mich.                               |
| ג Gimel   | 3    | Denn keiner wird zuschanden, der auf dich harret; aber zuschanden werden die leichtfertigen Verächter.                                        |
| ד Daleth  | 4    | HERR, zeige mir deine Wege und lehre mich deine Steige!                                                                                       |
| ה He      | 5a   | Leite mich in deiner Wahrheit |
| (ו Waw)   | 5bc  | und lehre mich! Denn du bist der Gott, der mir hilft; täglich harre ich auf dich.                                                             |
| ז Zajin   | 6    | Gedenke, HERR, an deine Barmherzigkeit und an deine Güte, die von Ewigkeit her gewesen sind.                                                  |
| ח Chet    | 7    | Gedenke nicht der Sünden meiner Jugend und meiner Übertretungen, gedenke aber meiner nach deiner Barmherzigkeit, HERR, um deiner Güte willen! |
| ט Tet     | 8    | Der HERR ist gut und gerecht; darum weist er Sündern den Weg.                                                                                 |
| י Jod     | 9    | Er leitet die Elenden recht und lehrt die Elenden seinen Weg.                                                                                 |
| כ Kaph    | 10   | Die Wege des HERRN sind lauter Güte und Treue für alle, die seinen Bund und seine Gebote halten.                                              |
| ל Lamed   | 11   | Um deines Namens willen, HERR, vergib mir meine Schuld, die so groß ist!                                                                      |
| ם Mem     | 12   | Wer ist der Mann, der den HERRN fürchtet? Er wird ihm den Weg weisen, den er wählen soll.                                                     |
| נ Nun     | 13   | Er wird im Guten wohnen, und sein Geschlecht wird das Land besitzen.                                                                          |
| ס Samech  | 14   | Der HERR ist denen Freund, die ihn fürchten; und seinen Bund lässt er sie wissen.                                                             |
| ע Ajin    | 15   | Meine Augen sehen stets auf den HERRN; denn er wird meinen Fuß aus dem Netze ziehen.                                                          |
| פ Pe      | 16   | Wende dich zu mir und sei mir gnädig; denn ich bin einsam und elend.                                                                          |
| צ Tzade   | 17   | Die Angst meines Herzens ist groß; führe mich aus meinen Nöten!                                                                               |
| (ק Qoph)  | 18   | Sieh an meinen Jammer und mein Elend und vergib mir alle meine Sünden!                                                                        |
| ר Resch   | 19   | Sieh, wie meiner Feinde so viel sind und zu Unrecht mich hassen.                                                                              |
| ש Schin   | 20   | Bewahre meine Seele und errette mich; lass mich nicht zuschanden werden, denn ich traue auf dich!                                             |
| ת Taw     | 21   | Unschuld und Redlichkeit mögen mich behüten; denn ich harre auf dich.                                                                         |
| (פ Pe)    | 22   | Gott, erlöse Israel aus aller seiner Not! |

Weitere Übersetzungsvarianten – auch in andere Sprachen – sowie der hebräische Text finden sich unter Ps 25,1-22  (hier voreingestellt auf die Revidierte Elberfelder Übersetzung).

## Aufbau / Gliederung
Charles Haddon Spurgeon unterteilt den Psalm in 5 Abschnitte: Gebet (1–7), Meditation (8–10), Gebet (11), Meditation (12–15), Gebet (16–22). Gebet und Meditation wechseln einander ab.
Frank-Lothar Hossfeld gliedert Psalm 25 in folgende Teile:
- Vers 1: Überschrift
- Vers 1f: Vertrauen und Bitte
- Vers 3: Sentenz
- Vers 4–7: Bitten
- Vers 8–10: Gotteslehre
- Vers 11: Zentrale Bitte
- Vers 12–14: Lehre über den Menschen
- Vers 15: Vertrauensbekenntnis
- Vers 16–21: Bitten
- Vers 22: Bitte für Israel

## Sprachliche und inhaltliche Beobachtungen

### Akrostichon
Psalm 25 gehört zu der Gruppe der akrostichischen Psalmen, bei denen die jeweils ersten Buchstaben der 22 Verse eines Textes der Reihe der 22 Buchstaben des hebräischen Alphabetes folgen (Psalmen 9, 10, 25, 34, 37, 111, 112, 119 und 145).
Es fällt auf, dass die Vss. 1a und 22 nicht in dieses alphabetische Schema passen. Beide sind als sekundär eingefügt zu beurteilen.
Das Alefbeth dient zum einen als Gedächtnisstütze beim Rezitieren, zum anderen soll dem Leser der lehrhafte Charakter bereits äußerlich angezeigt werden.

### Verwandtschaft mit Psalm 34
Die beiden Psalmen 25 und 34 weisen Ähnlichkeiten auf, die eine Verwandtschaft nahelegen:
- einzeiliges Akrostichon
- fehlender Waw-Vers (25,5; 34,6)
- zusätzlicher Pe-Vers als Erlösungsbitte für Israel (25,22; 34,23)
- gleichlautende Versanfänge (Mem-Zeile 25,12; 34, 13 – Ajin-Zeile 25,15; 34,16 – Pe-Zeilen 25,16; 34,17)
- zentrale Stellung der Lamed-Zeile (25,11; 34,12)

### Die Bitten des Psalmes
Nicht weniger als 21 an JHWH gerichtete Bitten sind in den 22 Versen des Psalmes 25 enthalten, davon sind allein 18 Bitten durch das Stilmittel des Parallelismus ausgedrückt.
Die zentrale Bitte des Psalms ist der nicht parallel ausgeführte Vers 11, der von Lehrversen (V 8–10, Gotteslehre, und 12–14, Lehre über den Menschen) gerahmt wird.
Bestand:
- 2b – lass mich nicht scheitern
- 2c – lass meine Feinde nicht triumphieren (Parallelismus)
- 4a – zeige mir, Herr, deine Wege,
- 4b – lehre mich deine Pfade! (Parallelismus)
- 5a – führe mich in deiner Treue
- 5b – lehre mich (Parallelismus)
- 6a – denk an dein Erbarmen, Herr
- 6b – (denk) an die Taten deiner Huld (Parallelismus)
- 7a – denk nicht an meine Jugendsünden und meine Frevel!
- 7b – in deiner Huld denk an mich (Parallelismus)
- 11 – Um deines Namens willen, Herr, verzeih mir; denn meine Schuld ist groß.
- 16a – wende dich mir zu
- 16b – und sei mir gnädig (Parallelismus)
- 17a – befrei mein Herz von der Angst
- 17b – führe mich heraus aus der Bedrängnis! (Parallelismus)
- 18a – sieh meine Not und Plage an,
- 18b – und vergib mir all meine Sünden! (Parallelismus)
- 20a – erhalte mein Leben
- 20b – und rette mich (Parallelismus)
- 20c – lass mich nicht scheitern!
- 22 – O Gott, erlöse Israel aus all seinen Nöten!

Eingerahmt wird der Psalm von der Bitte: „lass mich nicht scheitern“ (2b; 20c).
Die Bitten um Führung JHWHs auf den rechten Lebensweg (V. 4. 5a. 8b. 9b. 10a. 12b) sowie um Rettung aus Not und Bedrängnis (V. 17b; 18a; s. a. 9. 15b. 19. 20a) bilden wichtige Psalmmotive. Von zentraler Bedeutung für den Psalm ist aber die wiederholte Bitte um Vergebung von der Schuld (7a.11.18b).
Die Schlussbitte um Erlösung Israels ist als sekundär zu bewerten.

## Gattung
Der Psalm ist keiner Gattung eindeutig zuzuordnen. In dem Psalm herrschen Elemente des Klageliedes vor: Klage, Bitte, Vertrauensäußerung. Motive des Hymnus finden sich in V. 8–10.
Der Verfasser gehört vermutlich zu den oft Verfolgten der nachexilischen Zeit, die für sich persönliche und andere Halt und Belehrung im Studium der Heiligen Schrift suchten. Er hat seine Erfahrungen in ein im antholischen Stil geschriebenes Gedicht gefasst, nach Art der nachexilischen Weisheitsschule.

## Auslegung
Vgl. F. L. Hossfeld
a) Überschrift
V 25,1a
Die Überschrift „Von David“ besteht lediglich aus der (sekundären) Autorenangabe, die den Psalm in die Gruppe der Psalmen 25–28 einordnet.
b) Vertrauen und Bitte
V 25,1b-2
Der Ausdruck „die Seele zu JHWH erheben“ (1b) ist Psalmensprache und findet sich auch in den Ps. 86,4 und Ps 143,8. Der Beter bekennt sich in seinem Gebet/Lied zu „seinem“ Gott. Zwischen Gott und Betendem besteht ein enges Vertrauensverhältnis (Nennung des Gottesnamens; „mein Gott“). Der Beter vertraut darauf (2a), dass Gott ihm zur Seite steht. Die Verse 1b und 2a sind einander zugeordnet und leiten zu 2b und c über, wo die Vertrauensbekundung mit einer doppelten Bitte verbunden wird: „Lass mich nicht scheitern/zuschanden werden“ (auch Ps 25,20; vgl. Ps 31,2.18; Ps 71,1) und „lass meine Feinde nicht triumphieren“. Die nicht näher benannten Feinde des Beters sollen nicht triumphieren, deshalb bittet er JHWH, sein Vertrauen öffentlich zu rechtfertigen.
c) Lehrsatz
V 25,3
Lose an die vorausgegangenen Verse stellt der Beter in einem weisheitlichen Lehrsatz den auf JHWH hoffenden Mensch (Armen) dem Treulosen antithetisch gegenüber. Wer treulos wird und den Bund mit JHWH bricht (vgl. Hos 6,7; Jer 3,20; 31,31–34), wird scheitern bzw. zuschanden werden. Allen, die ihre Hoffnung auf JHWH setzen und ihm vertrauen, werden leben.
d) Bitten
V 25,4-7
e) Gotteslehre
V 25,8-10
f) Zentrale Bitte
V 25,11
g) Lehre über den Menschen
V 25,12-14
h) Vertrauensbekenntnis
V 25,15
i) Bitten
V 25,16-21
j) Bitte für Israel
V 25,22

## Psalm 25 in der Liturgie
Der Psalm, der im Evangelischen Gesangbuch unter der Nr. 712 enthalten ist, findet in der christlichen Liturgie vor allem in der Fastenzeit, aber auch an besonderen Gedenktagen liturgische Verwendung. In der alten Kirche wurde der Introitus für die beiden Sonntage Oculi (Ps 25,15) und Reminiscere (Ps 25,6) dem Psalm entnommen.
Am Sonntag Reminiscere („Gedenke, Herr, deiner Barmherzigkeit“), dem 2. Fastensonntag in der Passionszeit, wird nach der Leseordnung Ps 25,1-11 gebetet. Der 3. Fastensonntag Oculi (Oculi mei semper ad Dominum, „Meine Augen schauen stets auf den Herrn“) hat Ps 25,15 zum Thema.